# Јон Гонзалес Луна
Јон Гонзалес Луна (шп. Yon González Luna; рођен 20. маја 1986) је шпански глумац. Најпознатији је по својој улози као Иван Ноирет у серији Интернат ( El internado), а такође је стекао популарност у серији Величанствени хотел ( Gran Hotel),  као Хулио Олмедо/Еспиноза. Још једна његова битна улога јесте у серији продукције Нетфликс, Телефонисткиње где је тумачио улогу Франциска Гомеза. 
У његовом пуном Шпанском имену, Гонзалес је прво презиме, тј. очево презиме, док је друго презиме, по његовој мајци Луна.

## Глумачка каријера
Јон Гонзалес започео је своју каријеру као глумац 2006. године у шпанској серији СМС. Своју глумачку каријеру потом наставља на шпанској телевизији Антена 3, у серији Интернат (El Internado), која се емитовала од 2007 до 2010 и која му је донела највећу популарност. Његова улога Ивана Ноирета донела му је награду за Најбољег новог глумца у 2010. години, као и номинацију за Златну Нимфу за најбољег глумца, на телевизијском фестивалу у Монте Карлу 2009. године.
Током 2008. и 2009. године Гонзалес је глумио је филовима Секс, забава и лажи (Mentiras y gordas),  заједно са Мариом Касасом, Хугом Силвом и његовом колегиницом из Интерната Аном де Армас. Такође, појављивао се у кратким филовима Немогуће љубави (Amores imposibles), Индетитет (Identidad) због чега је добио награду на Ла ФИЛА Фестивалу краткометражних филмова за најбољу мушку изведбу.
Године 2011. наставио је каријеру на телевизији, као Мануел Хернандес у серији Велика резервација (Gran Reserva), где се у глумачкој екипи налазио и његов брат Аитор Луна. Серија Величанствени хотел се такође тад емитовала, и осим што је глумио са својом колегиницом из серија СМС Амајом Саламанком, добио је и награду Сребрни оквири за најбољег телевизијског глумца.
Током 2015-2016 глумио је у две сезоне драмске серије Под сумњом као главни протагониста Виктор. Те године је такође глумио у трилеру заједно са својим братом у филму Убијање времена (Matar El Tiempo) са улогом Бориса.
У периоду од 2017-2020 играо је улогу Франциска Гомеза у Нетфликсовој серији Телефонисткиње.

## Друга занимања
Године 2007. Гонзалес почиње да се бави моделингом за шпанског дизајнера Делфин Давида на Мадридској недељи моде. Упоредно са тим почиње да се налази и на све више насловних страна часописа као што су Гламур и Космополитан.
2007. са колегама Мартином Ривасом и Мартом Торне, Гонзалец је подржао фондацију Детињство без граница.
У 2020. години, радио је на промоцији најновијег парфема Долче и Габана, и водио кампању на свом инстаграм налогу.

## Лични и медијски живот
Гонзалес је рођен у Бергари а тренутно живи у Мадриду. Његов старији брат Аитор Гонзалес Луна је такође глумац, и у доста серија и филмова су заједно глумили. Године 2011. био је на 6. месту на Шпанској листи за најзгодније глумце. Представља га глумачка агенција Палома Хуанес.

## Филмографија
| Година    | Серија              | Улога            |
| --------- | ------------------- | ---------------- |
| 2006-2007 | СМС                 | Андрес           |
| 2007-2010 | Интернат            | Иван Ноирет      |
| 2010      | Софија              | Константин II    |
| 2011      | Велика резервација  | Мануел Хернандез |
| 2011-2013 | Величанствени хотел | Хулио Олмедо     |
| 2015-2016 | Под сумњом          | Виктор Касас     |
| 2017-2020 | Телефонисткиње      | Франциско Гомез  |